# Megàpode de la Micronèsia
El megàpode de la Micronèsia (Megapodius laperouse) és una espècie d'ocell de la família dels megapòdids (Megapodiidae) que viu en zones de selva de l'arxipèlag de les Marianes i l'illa de Palau.